# Clostera hildora
Clostera hildora är en fjärilsart som beskrevs av William Schaus 1928. Clostera hildora ingår i släktet Clostera och familjen tandspinnare. Inga underarter finns listade i Catalogue of Life.